# Hélène Kouraguine
La princesse Hélène Vassilievna Kouraguina (en russe : Елена (Элен) Курагина) est un personnage de Guerre et Paix de Léon Tolstoï.
Fille de Basile Kouraguine et sœur d'Anatole. Son père l'ayant poussée à séduire Pierre Bézoukhov, héritier d'une grande fortune, elle parvient à se faire épouser de lui. Femme insensible et mondaine, sa grande beauté lui attire de nombreux courtisans. Cependant, et tout comme son frère Anatole, Hélène ne brille que par son physique et son élégance : malgré l'éducation qu'elle a reçue, elle est dépeinte comme étant sotte. Pourtant, elle montre des signes d'intelligence, comme elle sait bien manipuler les gens, et elle peut imiter des comportements afin d'atteindre ses objectifs. Elle a une liaison avec l'ami de Pierre, Dolokhov, ce qui entraine un duel entre les deux hommes et la séparation du couple. Hélène se convertit au catholicisme (IVe partie) pour épouser un officier de l'armée française, après avoir demandé le divorce à Pierre, pendant le siège de Moscou par Napoléon, et elle meurt dans d'obscures circonstances à la fin de la guerre, sans revoir son époux. Il y a des spéculations qu'elle s'est suicidée, ou qu'elle est morte à cause d'un avortement infructueux.

« Elle ne regardait personne ; mais, souriant à tous, elle accordait pour ainsi dire à chacun le droit d’admirer la beauté de sa taille, ses épaules si rondes, que son corsage échancré à la mode du jour laissait à découvert, ainsi qu’une partie de la gorge et du dos. Hélène était si merveilleusement belle qu’elle ne pouvait avoir une ombre de coquetterie. »

— Guerre et Paix, Livre 1, Léon Tolstoï